# 2020 în știință
Următoarele evenimente științifice semnificative au avut loc în 2020.

## Evenimente

### Ianuarie

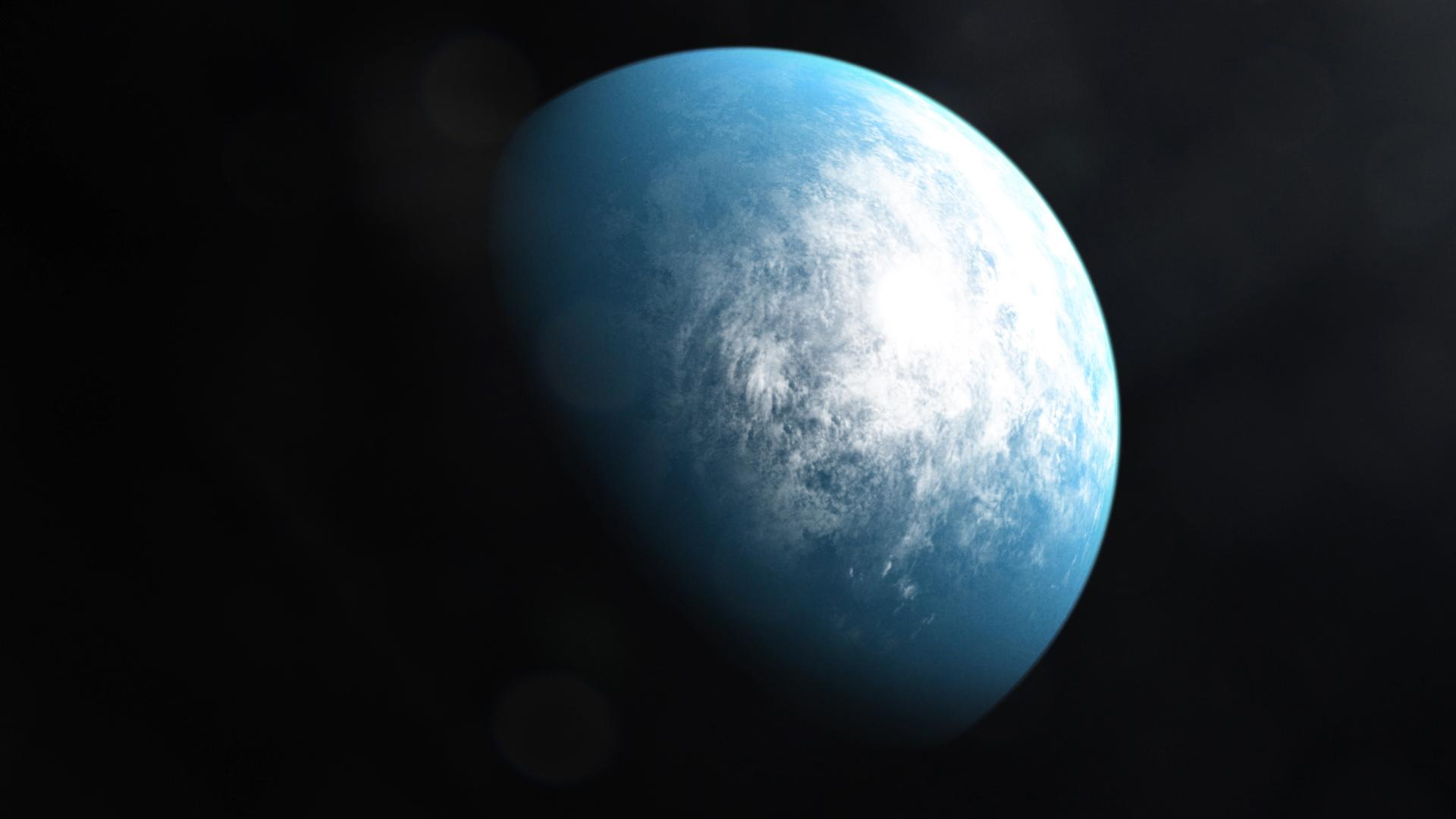
6 ianuarie: NASA raportează descoperirea TOI 700 d, prima exoplanetă de dimensiuni terestre, situată la doar 100 de ani-lumină de Sistemul nostru Solar. (concept artistic)

- 1 ianuarie – Cercetătorii demonstrează un sistem de inteligență artificială, bazat pe un algoritm Google DeepMind, care este capabil să depășească experții umani în detectarea cancerului de sân.[2][3]
- 3 ianuarie – Astronomii raportează dovezi care sugerează că planeta Venus este în prezent activă din punct de vedere vulcanic, iar reziduurile din această activitate pot fi o sursă potențială de nutrienți pentru posibile microorganisme din atmosfera venusiană.[4][5][6]
- 6 ianuarie 
  - Astronomii raportează o repetare a emisiilor radio rapide (FRB) (și anume, FRB 180916), al doilea astfel de eceniment localizat cu exactitate, care provine dintr-o galaxie spirală de dimensiuni medii aflată la 500 de milioane de ani-lumină.[7][8][9]
  - NASA raportează descoperirea TOI 700 d, prima exoplanetă de dimensiuni terestre, situată la doar 100 de ani-lumină de Sistemul nostru Solar, a fost descoperită de satelitul TESS.[1]
- 7 ianuarie 
  - Astronomii de la Harvard descriu „Valul Radcliffe”, o panglică uriașă de gaz care se întinde pe 9.000 de ani-lumină, cea mai mare structură gazoasă văzută vreodată pe discul Căii Lactee și se află la aproximativ 500 de ani-lumină de Soare.[10]
  - Fundația Națională de Știință a SUA redenumește telescopul Large Synoptic Survey (LSST) în Observatorul Vera C. Rubin (VRO) în onoarea astronomului Vera Rubin, care este notabilă pentru munca sa de pionierat în curba de rotație galactică, care a furnizat dovezi despre existența materiei întunecate.[11][12]

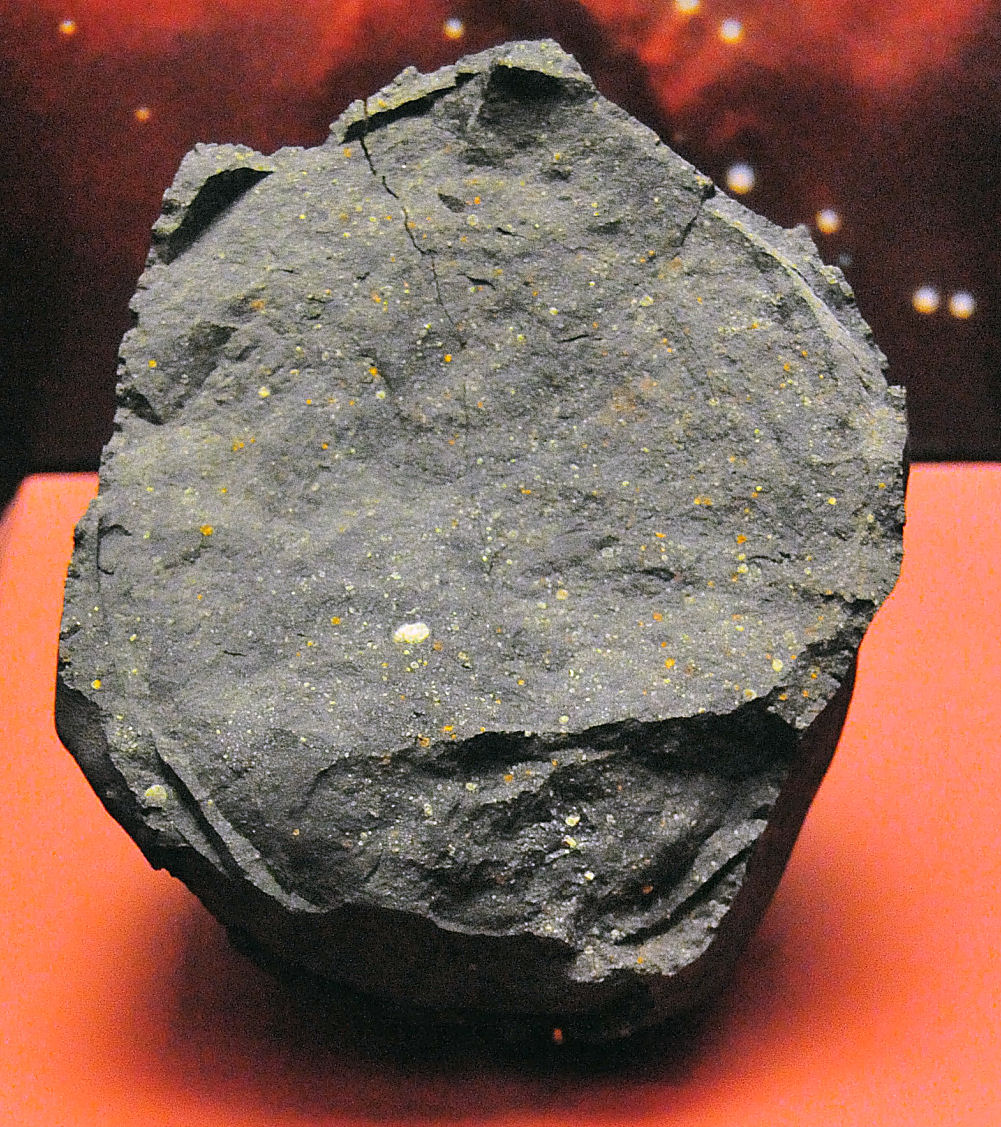
13 ianuarie: Cel mai vechi material solid de pe Pământ este praful de pe meteoritul Murchison, estimat la o vechime de 7 miliarde de ani, cu miliarde de ani mai vechi decât vârsta de 4,54 miliarde de ani a Pământului.

- 8 ianuarie – Oamenii de știință publică dovezi din peșterile siberiene care sugerează că gheața de vară din Oceanul Arctic joacă un rol esențial în stabilizarea permafrostului și a depozitului său mare de carbon.[14]
- 10 ianuarie – Oamenii de știință raportează descoperirea celui mai vechi tract digestiv animal, găsit în fosile, descoperite în apropierea de Pahrumo, Nevada. Aparținea unui membru al familiei Cloudinidae, un organism asemănător unui vierme, care a trăit în timpul Ediacaranului târziu, acum aproximativ 550 de milioane de ani.[15][16]
- 13 ianuarie – Astronomii raportează că cel mai vechi material solid de pe Pământ este praful de pe meteoritul Murchison, estimat la o vechime de 7 miliarde de ani, cu miliarde de ani mai vechi decât vârsta de 4,54 miliarde de ani a Pământului.[13][17]
- 15 ianuarie
  - Cercetătorii raportează pentru prima dată că originea fosforului, un element esențial al vieții, a fost inițial format în regiuni formatoare de stele și transportat de comete sub formă de monoxid de fosfor în întreg spațiul exterior, inclusiv pe Pământul timpuriu.[18][19]
  - Cercetătorii de la Universitatea Colorado Boulder, SUA, anunță că au dezvoltat ceea ce numesc „beton viu”, alcătuit din nisip, hidrogel și bacterii. Echipa consideră că în viitor, se pot obține structuri de construcții care ar putea „să-și vindece propriile crăpături, să aspire toxine periculoase din aer și chiar să strălucească la comandă”.[20]
- 16 ianuarie – Conform unui studiu la care au participat cercetători de la mai multe universități, dispariția dinozaurilor în urmă cu aproximativ 66 de milioane de ani a fost în cea mai mare parte rezultatul unui impact cu meteorit și nu un rezultat al vulcanismului.[21][22]
- 20 ianuarie – Folosind tehnici de mapare cu raze-X, astronomii anunță calcularea masei și rotației, pentru prima dată, a unei găuri negre supermasive, în special gaura neagră din mijlocul galaxiei IRAS 13224-3809 situată la aproximativ 1 miliard de ani-lumină de Terra.[23][24]

- 21 ianuarie 

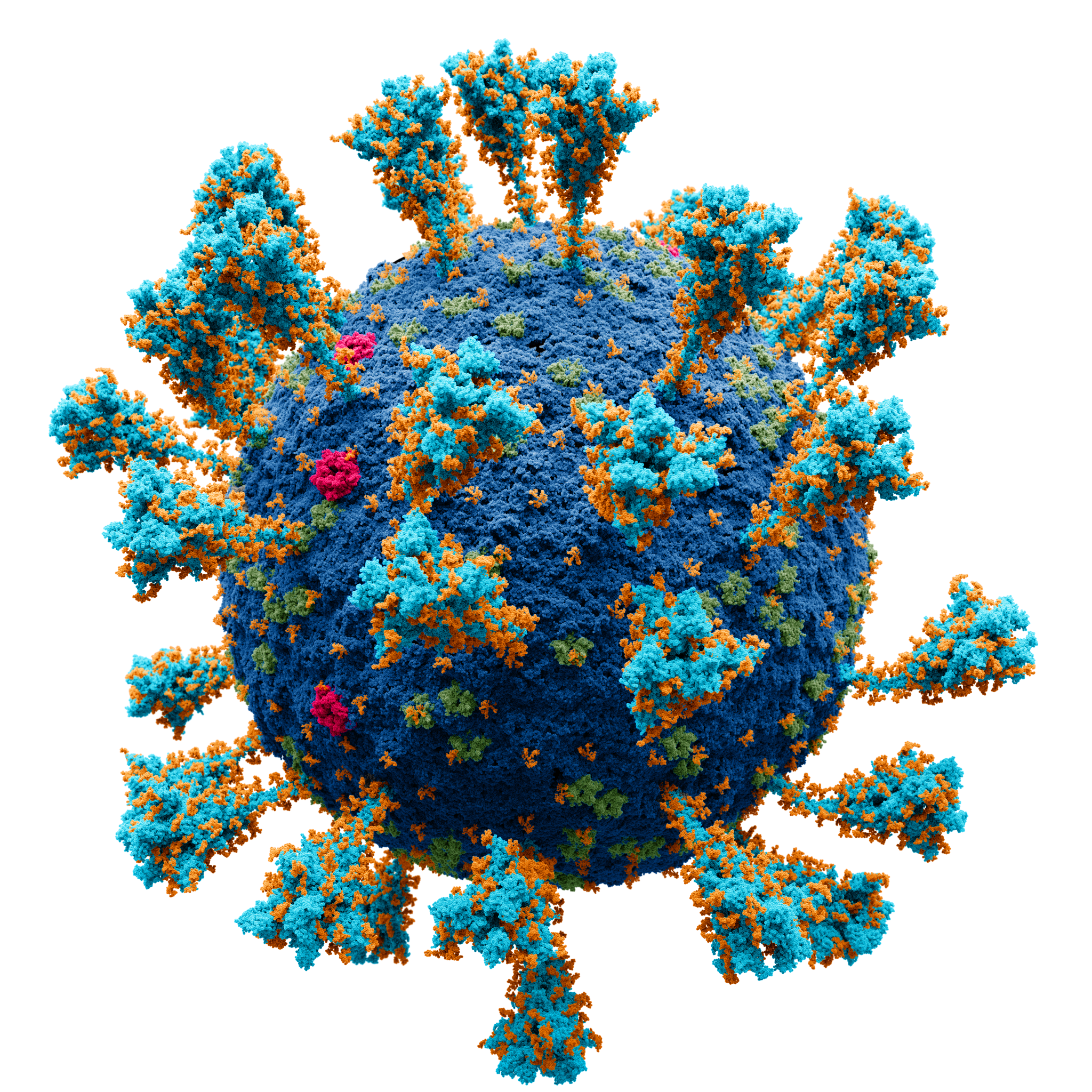
31 ianuarie: Oamenii de știință raportează o imagine de ansamblu asupra focarului de coronavirus din China (2019-nCoV).

  - Conform unui studiu al Universității Curtin, Australia, cel mai vechi crater terestru format în urma impactului cu un asteroid, este situat în Australia de Vest și are vârsta de 2,2 miliarde de ani. Are un diametru de  aproximativ 70 de kilometri și a fost datat cu ajutorul microsondei ionice de înaltă rezoluție sensibilă.[28][29]
  - Cercetătorii de la Universitatea New South Wales prezintă dovezi că ornitorincul este în pericol de dispariție, din cauza construcției barajelor, despăduririlor masive, schimbări climatice și perioade din ce în ce mai severe de secetă.[30]
- 22 ianuarie – China lansează o cantitate mare de date și imagini de înaltă rezoluție de la rover-ul misiunii Chang'e 4, care studiază partea nevăzută a Lunii începând cu 3 ianuarie 2019.[31]
- 23 ianuarie – Cercetătorii de la Universitatea din Londra anunță prima replicare a unui tract vocal și simularea vocală a unei mumii egiptene.[32]
- 24 ianuarie –  Pentru prima dată, oamenii de știință descoperă mitocondrii existente în sângele uman care nu fac parte dintr-o celulă mai mare.[33]
- 27 ianuarie
  - Este descoperită o nouă specie de dinozaur, Allosaurus jimmadseni, din genul Allosaurus.[34]
  - Oamenii de știință de la Michigan State University și Stanford University arată o nanoparticulă „cal troian” care mănâncă – din interior în exterior – porțiuni de plăci care provoacă atacuri de cord.[35]
- 31 ianuarie – Oamenii de știință raportează o imagine de ansamblu asupra focarului de coronavirus din China  (2019-nCoV), incluzând posibila infectabilitate, rata mortalității, timpul de incubație, capacitatea la nivel mondial de a opri infecția și timpul estimat pentru un vaccin (împreună cu o comparație cu alte focare similare).[25][26][27]

### Februarie

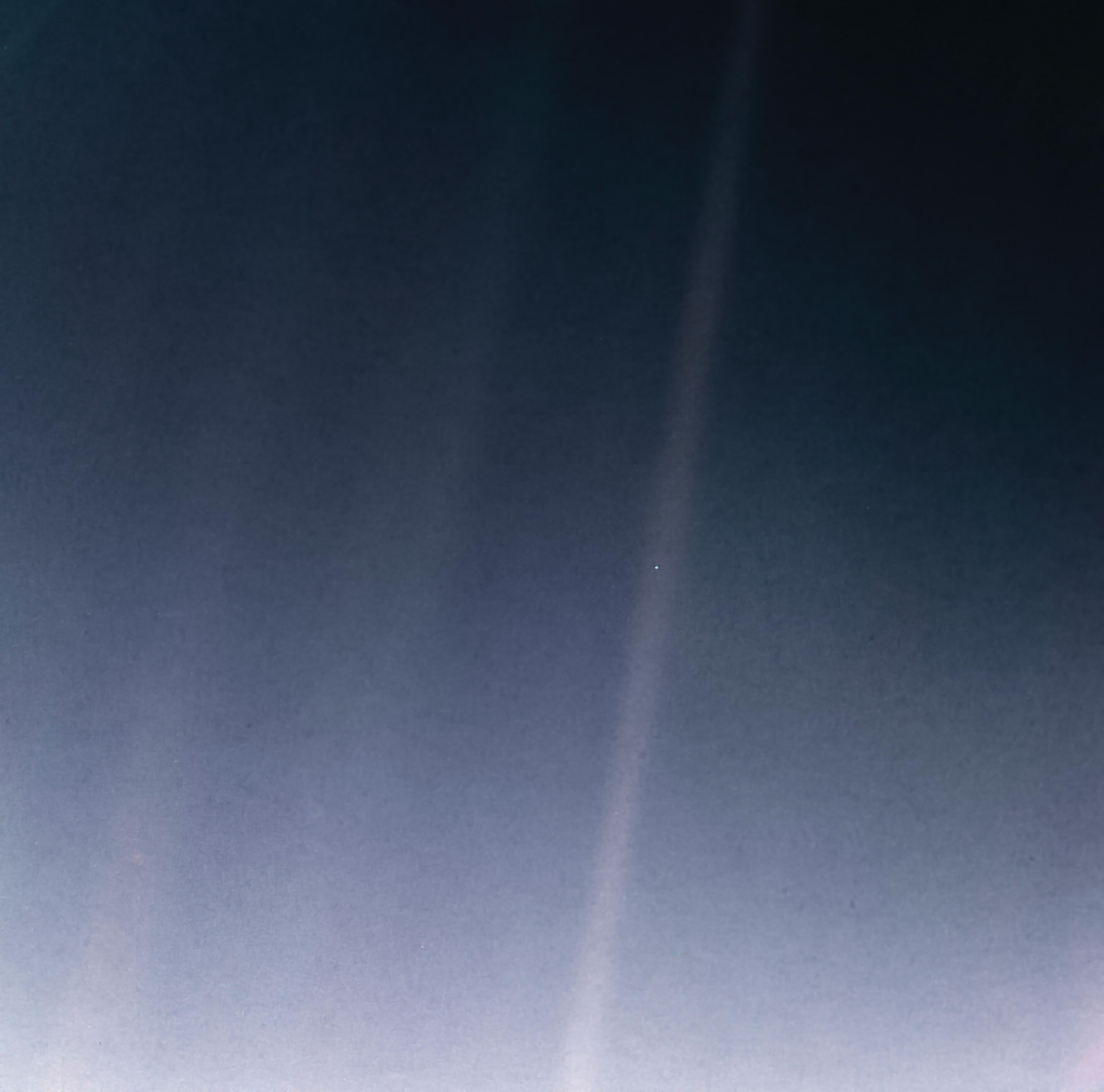
12 februarie: NASA lansează o imagine mult îmbunătățită a fotografiei iconice Un punct azuriu - planeta Pământ văzută de la 6 miliarde de kilometri distanță - făcută de sonda spațială Voyager 1 la 14 februarie 1990.

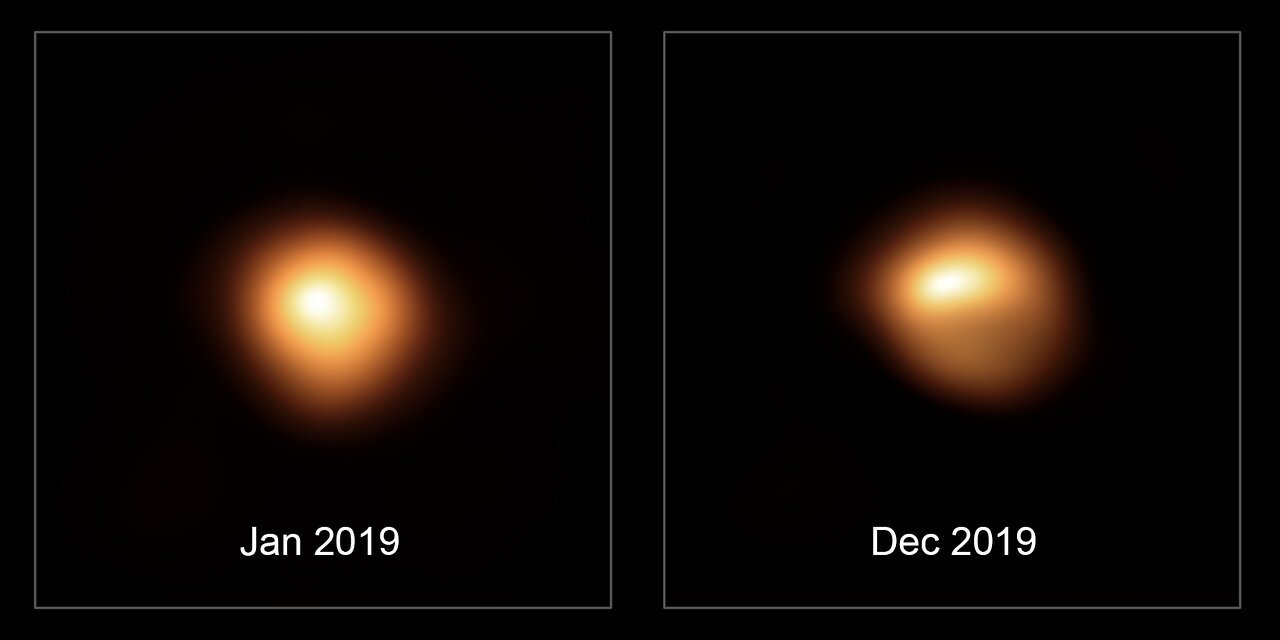
Comparația imaginilor stelei Betelgeuse realizate în ianuarie 2019 și decembrie 2019, care arată schimbările de luminozitate și formă

- 3 februarie – Astronomii raportează că, pentru prima dată, repetarea impulsurilor dintr-o sursă de emisii radio rapide (fast radio bursts - FRB) s-ar părea că are o periodicitate regulată, în special FRB 180916, situată la aproximativ 500 de milioane de ani-lumină de Pământ, care pulsează la fiecare 16.35+0.18
−0.18 zile.[37][38][39]
- 9 februarie – O temperatură record de 20,7 °C (69,3 °F) este înregistrată în Antartica, pe Insula Seymour. Recordul anterior fusese de 19,8 °C înregistrat în Insulele Orkney de Sud la 30 ianuarie 1982.[40][41]
- 10 februarie
  - A fost lansată sonda Solar Orbiter, rezultatul unei colaborări între Agenția Spațială Europeană (ESA) și NASA cu misiunea de a efectua măsurători detaliate ale heliosferei interioare și a vântului solar și să efectueze observații apropiate ale regiunilor polare ale Soarelui. Solar Orbiter va avea nevoie de aproximativ 2 ani pentru a ajunge pe orbita operațională stabilită din jurul Soarelui.[42]
  - Un studiu publicat în revista Cretaceous Research identifică o nouă specie de tiranozaur, Thanatotheristes degrootorum („Secerător de morte”), descoperită în Canada.[43]
- 12 februarie – Oameni de știință brazilieni anunță descoperirea unui nou "Yaravirus" amibă în Lacul Pampulha. Tulpina s-a dovedit a fi semnificativ mai mică decât orice virus amoebic cunoscut, iar 90% din genomul său pare a fi alcătuit din gene care nu au mai fost văzute până acum la nici o altă formă de viață.[44][45][46]
- 12 februarie – NASA lansează o imagine mult îmbunătățită a fotografiei iconice Un punct azuriu - planeta Pământ văzută de la  6 miliarde de kilometri distanță - făcută de sonda spațială Voyager 1 la 14 februarie 1990.[36]
- 13 februarie – NASA publică un studiu detaliat asupra 486958 Arrokoth, obiectul centurii Kuiper vizitat de sonda New Horizons în ianuarie 2019.[47][48][49]
- 14 februarie  – Astronomii raportează că luminozitatea stelei gigant Betelgeuse, care este de aproape o mie de ori mai mare ca Soarele, nu numai că a scăzut cu un factor de aproximativ 2,5, de la magnitudinea 0,5 până la 1,5, dar acum steaua nu mai poate fi rotundă. Cu toate acestea, astronomii cred că o explozie în supernovă poate să nu fie iminent.[50]

- 19 februarie – Cercetătorii raportează dovezi pentru o domesticire timpurie a câinilor cu peste 28.500 de ani în urmă, cel mai cunoscut exemplu de domesticire datând undeva în Paleoliticul mijlociu sau târziu, în ultima perioadă glaciară.[51][52]
- 24 februarie – Un studiu al sezonului australian 2019-2020 al focului de tufă, publicat în Nature, constată că 21% din pădurile Australiei (cu excepția Tasmaniei) au ars, o cifră descrisă drept „fără precedent” și care „depășește cu mult incendii anterioare atât în Australia cât și la nivel global".[53][54]
- 25 februarie – Oamenii de știință de la Universitatea Tel Aviv raportează descoperirea primului animal care nu respiră oxigen, Henneguya salminicola, un parazit cu 10 celule care trăiește în mușchiul somonului.[55]
- 26 februarie
  - Astronomii chinezi raportează, pentru prima dată, o imagine de înaltă rezoluție a unei secvențe de ejecție lunară și, de asemenea, o analiză directă a arhitecturii sale interne. Acestea s-au bazat pe observațiile făcute de Lunar Penetrating Radar (LPR) la bordul roverului Yutu-2, parte a misiunii Chang'e 4, în timp ce studiază Fața ascunsă a Lunii.[56][57]
  - Într-un studiu publicat în revista Science Advances, cercetătorii chinezi au dovedit, în baza analizelor ADN, existența a două specii de panda roșu - panda roșu chinez și panda roșu himalayan.[58]
  - Astronomii de la Catalina Sky Survey din Arizona, Statele Unite, spun că un obiect cunoscut sub numele de 2020 CD3 a fost capturat de câmpul gravitațional al Pământului și a fost pe orbită din 2017, devenind un satelit natural temporar al Pământului. Centrul Planetelor Minore confirmă descoperirile și spune că „nu a fost găsită nici o legătură cu un obiect artificial cunoscut”, ceea ce presupune că obiectul este un asteroid.[59]
- 27 februarie – Astronomii raportează că o cavitate din super-roiul Ofiucus, provenită dintr-o gaură neagră supermasivă, este rezultatul celei mai mari explozii cunoscute din Univers de la Big Bang.[60][61]

### Martie
- 3 martie – Cercetătorii raportează că condensatul Bose-Einstein d*(2830) hexaquark s-ar fi putut forma în universul timpuriu, cu o rată de producție suficient de mare pentru a reprezenta 85% din materia considerată a fi materie întunecată și, prin urmare, ar putea fi un posibil nou candidat pentru materia întunecată. Ei au arătat anterior că se comportă ca materia întunecată.[62][63][64][65]
- 4 martie 
  - NASA publică fotografia cu cea mai mare rezoluție (1,8 miliarde de pixeli) obținută vreodată până acum pe  Marte, realizată de roverul Curiosity. Fotografia este asamblată din 1.000 de imagini realizate în octombrie 2019 și  prezintă „Glen Torridon”, o regiune aflată lângă Muntele Sharp. (vezi imaginea).[66]
  - Oamenii de știință raportează că s-a folosit editarea genelor prin CRISPR-Cas9 în interiorul corpului uman pentru prima dată. Scopul a fost restaurarea vederii unui pacient cu amauroză congenitală Leber moștenită și poate dura până la o lună pentru a vedea dacă procedura a avut succes. Într-un studiu chirurgical de o oră medicii au injectat sub retina pacientului trei picături de fluid care conțin viruși. În testele anterioare pe țesut uman, șoareci și maimuțe oamenii de știință au putut să corecteze jumătate din celule cu mutația cauzatoare de boală, ceea ce a fost mai mult decât ceea ce este necesar pentru a restabili vederea.[67][68][69][70]
- 10 martie
  - Fizicianul Lucas Lombriser de la Universitatea din Geneva prezintă o modalitate posibilă de reconciliere a celor două determinări semnificativ diferite ale constantei Hubble, propunând noțiunea unei „bule” vaste în apropiere, cu un diametru de 250 de milioane de ani lumină, adică jumătate din densitatea restului Universului.[71][72]
  - Oamenii de știință publică dovezi potrivit cărora și ecosistemele mari se pot prăbuși pe perioade de timp relativ scurte. Lucrarea lor sugerează că, odată ce este atins un „punct de neîntoarcere”, pădurea tropicală amazoniană ar putea trece la un amestec de arbori și iarbă de tip savană în decurs de 50 de ani.[73][74]
- 11 martie
  - Academia Chineză de Științe descoperă cel mai mic dinozaur din lume, Oculudentavis khaungraae, în interiorul unei bucăți de chihlimbar vechi de 99 de milioane de ani. Rășina arborelui fosilizat conține craniul de numai 0,2 inci al unui dinozaur non-aviar necunoscut anterior. Se estimează că ar fi avut dimensiunile unui păsări colibri.[75]
  - Cercetătorii care utilizează Very Large Telescope al Observatorului European Austral raportează descoperirea WASP-76b, o exoplanetă cu temperaturi de 2.400 °C (4.352 °F) unde plouă fier topit.[76][77]

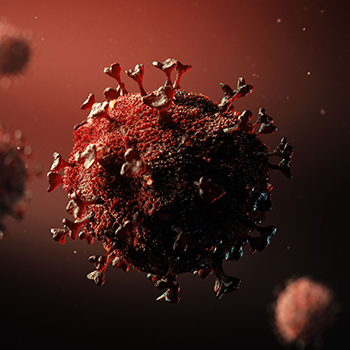
29 martie: Cercetătorii raportează dovezi că boala COVID-19, aferentă pandemiei de coronavirus 2019-2020, poate fi transmisă prin aer și că pierderea mirosului și, potrivit altor cercetători, pierderea gustului, ar putea fi semne precoce de infecție.

- 12 martie – Astronomii raportează dovezi observaționale ale „fragmentării în curs a nucleului” cometei interstelare 2I/Borisov.[81]
- 14 martie – Știrile chineze anunță că primul caz confirmat al bolii COVID-19, cauzat de virusul SARS-cov-2, a fost la un pacient de 55 de ani din provincia Hubei și a fost raportat într-un ziar chinez la 17 noiembrie 2019.[82] Până în prezent (14 martie 2020), în provincia Hubei au fost raportate 67.790 de cazuri și 3.075 decese cauzate de virus; o rată a decesului de 4,54%.[82]
- 18 martie – Paleontologii raportează descoperirea  Asteriornis maastrichtensis, cea mai veche pasăre modernă cunoscută din lume, găsită în roci cu vârste cuprinse între 66,8 și 66,7 milioane de ani în urmă.[83]
- 19 martie – Datele din satelit arată că poluarea aerului a fost redusă semnificativ în țările din întreaga lume după carantina din cauza pandemiei coronavirusului din 2019-2020. Schimbarea bruscă a fost numită „cel mai mare experiment la scară” din punct de vedere al reducerii emisiilor industriale.[84][85]
- 25 martie – Astronomii NASA raportează detectarea unei bule magnetice atmosferice mari, cunoscută și sub numele de plasmoid, eliberată în spațiul exterior de pe planeta Uranus, după reevaluarea datelor vechi înregistrate de sonda spațială Voyager 2 în timpul unui survol al planetei în 1986.[86][87]
- 23 martie – Oamenii de știință raportează că au descoperit una dintre cele mai vechi bilateria: Ikaria wariootia din biota Ediacaran (571 până la 539 milioane de ani în urmă) ar putea fi ultimul strămoș al tuturor animalelor care au două laturi simetrice și două deschideri legate de un tract digestiv.[88][89]
- 26 martie – Marea Barieră de Corali a Australiei este afectată, pentru a treia oară în ultimii cinci ani, de o albire în masă.[90][91]
- 29 martie – Cercetătorii de la Universitatea din Nebraska Medical Center raportează dovezi că boala COVID-19, aferentă pandemiei de coronavirus 2019-2020, poate fi transmisă prin aer și că pierderea mirosului și, potrivit altor cercetători, pierderea gustului, ar putea fi semne precoce de infecție.[78][79][80]

### Aprilie

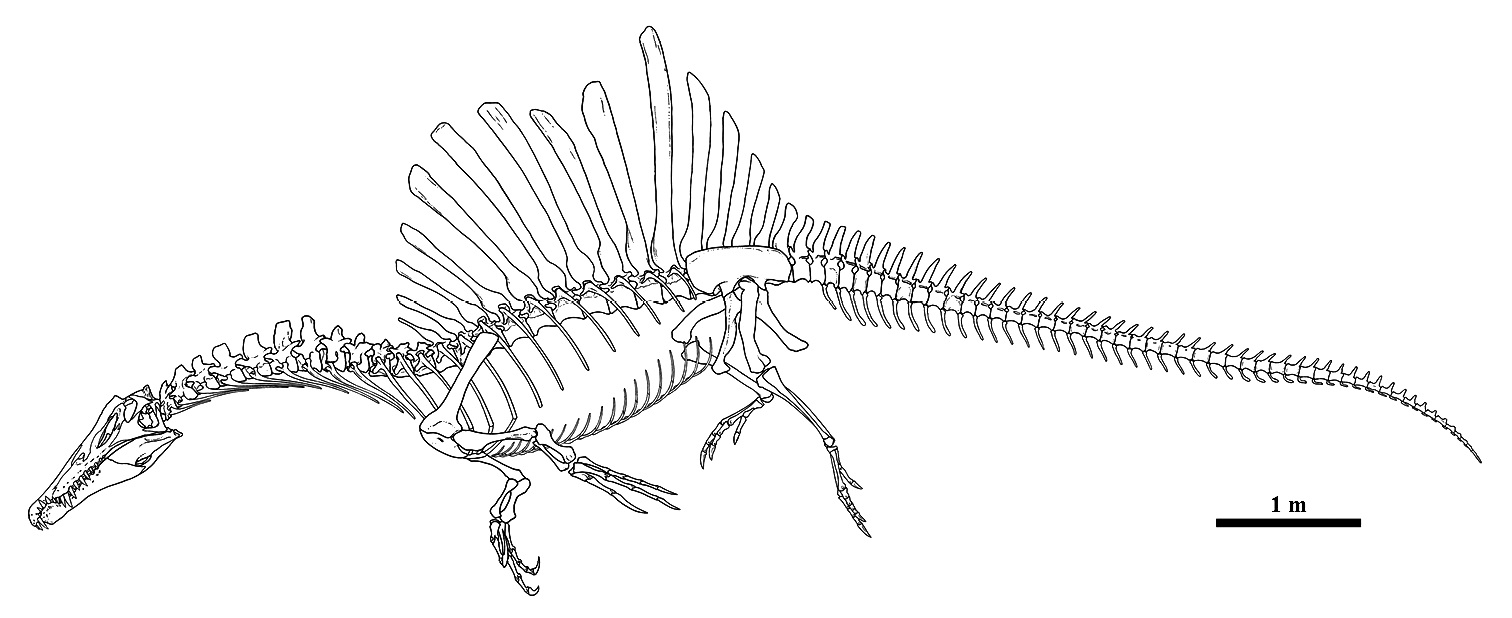
29 aprilie: un nou studiu despre Spinosaurus aegyptiacus susține că a găsit primele dovezi clare pentru o structură de propulsie acvatică la un dinozaur non-aviar. Imaginea arată reconstrucția scheletului S. aegyptiacus în postura de înot înainte de descoperirea înotătoarei caudale.

- 2 aprilie

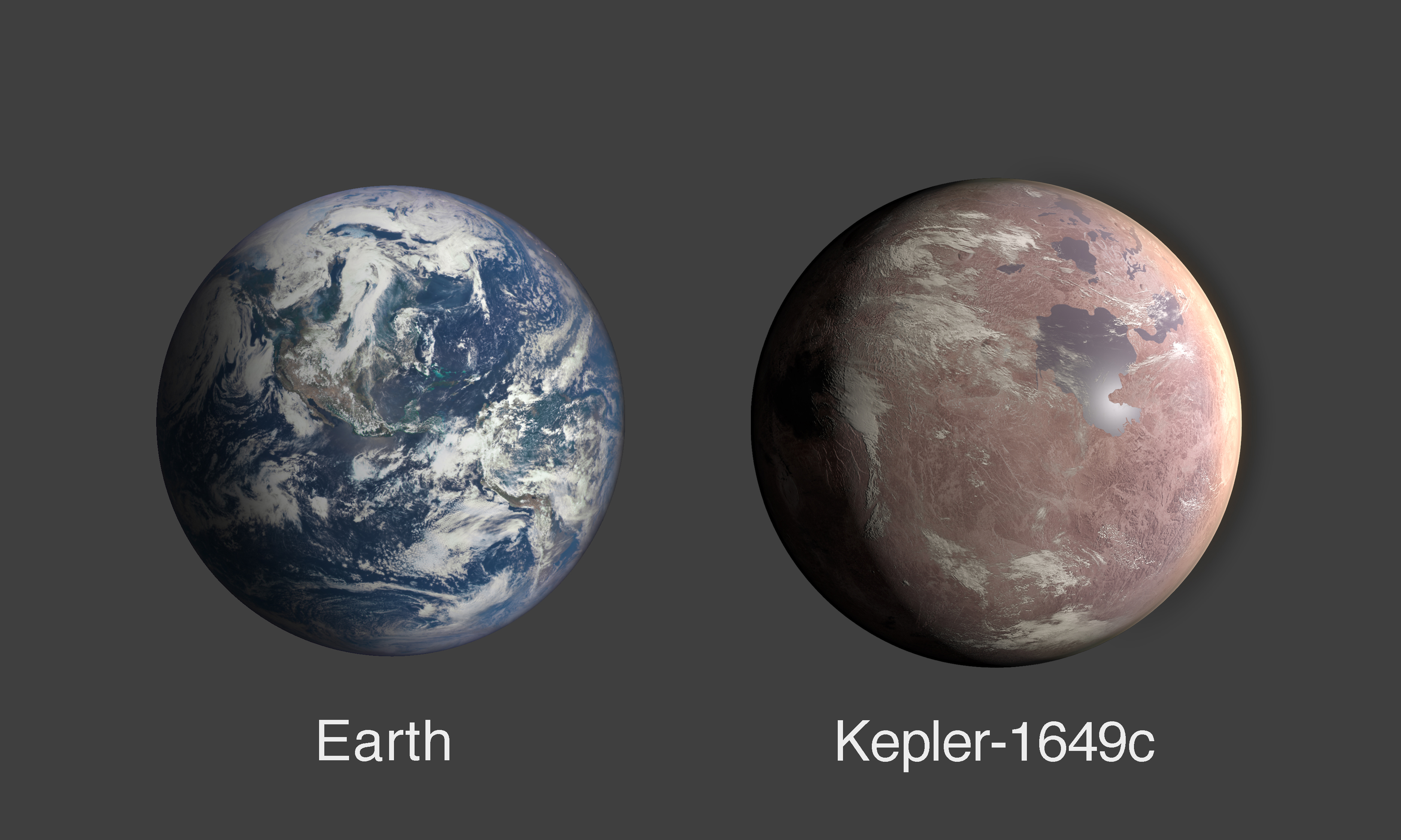
15 aprilie: Kepler-1649c, cea mai asemănătoare planetă cu Pământul găsită până acum în datele telescopului spațial Kepler.

  - Oamenii de știință raportează descoperirea celor mai vechi fosile cunoscute, cu o vechime de 2,04 milioane de ani, de Homo erectus în Africa de Sud, care s-ar putea să se suprapună, în aceeași zonă și timp, cu alte hominini, cum ar fi Australopithecus și Paranthropus.[93][94]
  - Oamenii de știință raportează găsirea unor comunități mari de microbi care trăiesc adânc sub fundul mării în roci solide determinate ca având o vechime de până la 104 milioane de ani.[95][96]
- 8 aprilie – Cercetătorii de la Universitatea Lund din Suedia au reușit să restabilească mobilitatea la șobolanii afectați de accident vascular cerebral prin reprogramarea celulelor pielii umane pentru a deveni celule nervoase, care au fost apoi transplantate în cortexul cerebral al șobolanilor.[97]
- 9 aprilie 
  - Oamenii de știință raportează dovezi directe privind utilizarea tehnologiei fibrelor naturale de către Neanderthalii din sud-estul Franței, acum 50.000 de ani.[98][99]
  - Astronomii raportează prima măsurare directă a vântului pe o stea pitică cenușie.[100][101]
- 10 aprilie – Cercetătorii raportează posibila reinfecție a pacienților cu COVID-19 care s-au recuperat din infecția virală.[102][103][104]
- 13 aprilie – Astronomii raportează descoperirea a „poate cea mai mare supernova văzută vreodată”, numită SN2016aps. Explozia a fost studiată timp de doi ani, până când s-a estompat până la 1% din luminozitatea maximă. Masa supernovei este de 50-100 de ori mai mare decât Soarele.[105][106]
- 15 aprilie – NASA raportează descoperirea lui Kepler-1649c, o exoplanetă care este mai asemănătoare cu Pământul ca mărime și temperatură decât orice altă exoplanetă găsită până acum în datele de la telescopul spațial Kepler.[92]

- 19 aprilie –  Cercetătorii din China identifică cel puțin 33 de tulpini ale virusului COVID-19. Cea mai agresivă tulpină se dovedește că generează de 270 de ori mai multă sarcină virală decât tipul cel mai puțin agresiv.[108]
- 20 aprilie – Cometa interstelară 2I/Borisov conține cantități mari de monoxid de carbon și cianură de hidrogen conform noilor date de la ALMA și Telescopul spațial Hubble publicate în Nature Astronomy. Noile descoperiri sugerează că obiectul a fost format în regiunea exterioară rece a sistemului său planetar.[109]
- 22 aprilie – Pentru prima dată se înregistrează poluare microplastică în gheața marină din Antarctica.[110][111]
- 28 aprilie – Astronomii raportează observarea unei emisii radio rapide din magnetarul SGR 1935+2154, primul detectat vreodată în Calea Lactee și primul care a fost legat de o sursă cunoscută. [112][113][114][115]
- 29 aprilie –  Un nou studiu despre Spinosaurus aegyptiacus, publicat în revista Nature, susține că a găsit primele dovezi clare pentru o structură propulsivă acvatică la un dinozaur non-aviar și că dinozaurul avea spini neuronali foarte înalți și subțiri pe coadă și de aici o coadă adâncă, comprimată lateral, ca cea a unui triton gigantic.[107][116]

### Mai
- 5 mai 

23 mai: Cometa ATLAS atinge cel mai apropiat punct al său de Pământ. Câteva zile mai târziu, Solar Orbiter zboară prin coada sa de gaz ionic și prin coada sa de praf. Imaginea arată cozile unei comete.

  - Are loc zborul inaugural al rachetei Long March 5B, cea mai nouă și mai puternică rachetă a Chinei. Racheta a lansat noua capsulă spațială destinată transportului astronauților, fără însă a avea un echipaj la bord.[120]
  - Cercetătorii raportează că Polul Nord Magnetic se deplasează datorită alungirii unuia dintre cei doi lobi ai fluxului magnetic negativ și că probabil se va deplasa cu 390–660 km mai departe pe traiectoria sa actuală, spre Siberia în următorul deceniu.[121][122][123]
- 6 mai – Astronomii raportează posibila descoperire a celei mai apropiate găuri negre de Pământ, la aproximativ 1.000 de ani lumină distanță în sistemul de două stele HR 6819.[124][125]
- 11 mai –  Cercetătorii raportează dezvoltarea globulelor roșii sintetice care, pentru prima dată, cunosc toate proprietățile și abilitățile naturale ale celulelor naturale. Mai mult, hemoglobina, medicamentele, nanoparticulele magnetice și biosenzorii ATP pot permite funcționalități suplimentare non-native.[126][127]
- 13 mai – A fost identificat cel mai vechi artropod din lume și cel mai vechi animal terestru: un miriapod strămoș al milipedelor de azi, Kampecaris obanensis, datând din Silurian, acum 425 de milioane de ani. Conform studiului, eșantionul de 2,5 cm găsit în Scoția în 1899 adaugă dovezi pentru o co-evoluție rapidă a insectelor și plantelor din comunitățile lacurilor în ecosistemele forestiere complexe în doar 40 de milioane de ani.[128][129][130][131]
- 15 mai
  - Geologii raportează că cea mai timpurie extincție în masă cunoscută, Extincția Ordovician–Silurian, în urmă cu 445 de milioane de ani, ar fi putut fi rezultatul încălzirii globale, legată de vulcanism și hipoxie (scădere a cantității de oxigen), și nu rezultatul, așa cum s-a considerat anterior, al răcirii și glaciației.[132][133]
  - Un cercetător raportează că, într-o simulare pe calculator, o extincție realistă a populației de Neanderthali poate fi simulată doar atunci când Homo sapiens este considerabil mai eficient în exploatarea resurselor alimentare într-o regiune glaciară, în comparație cu Neanderthalii, încrucișarea speciilor și schimbările climatice abrupte fiind doar contribuitori minori la extincție.[134][135]
- 18 mai – Se publică o analiză Bayesiană obiectivă care estimează că apariția vieții este probabil un proces rapid și nu un scenariu lent și rar și că apariția inteligenței este mai probabil să fie rară.[136][137]
- 20 mai – ESA raportează că nava sa spațială Swarm este folosită pentru a înțelege mai bine misterioasa Anomalie Sud Atlantică, prin care câmpul magnetic a pierdut aproximativ 9% din forța sa în medie pe parcursul ultimilor 200 de ani. De asemenea, cercetează procesele din nucleul Pământului care au determinat aceste schimbări, care au provocat tulburări tehnice ale sateliților și pot fi relevante pentru o eventuală inversare geomagnetică și au descoperit că anomalia s-ar putea împărți în două puncte joase separate.[138][139][140][141]
- 23 mai – Cometa ATLAS ajunge în cel mai apropiat punct al său de Pământ.[142][118][117] Atinge periheliu (cea mai mare apropiere de Soare) la 31 mai. Nava spațială Solar Orbiter a zburat prin coada ionică a cometei ATLAS între 31 mai și 1 iunie.[143][144][119][145][146]
- 26 mai
  - Astronomii raportează detectarea mai multor explozii foarte puternice, recent clasificate drept Transitiv optic albastru rapid (Fast blue optical transient, FBOT), similare în multe feluri cu exlozia cu mult mai puțină energiee FBOT SN 2018cow observată în 2018.[147][148][149]
  - Simulările realizate de Imperial College London dezvăluie faptul că asteroidul Chicxulub a produs „cel mai rău” scenariu în ceea ce privește letalitatea pentru dinozauri, sosind din nord-est la un unghi de 60°, ceea ce a maximizat cantitatea de gaze și resturi aruncate în atmosfera Pământului.[150]
- 27 mai – Astronomii raportează că exploziile clasice novae sunt producătorii galactici ai elementului litiu.[151][152]
- 30 mai – SpaceX lansează cu succes doi astronauți ai NASA pe orbită pe o navă spațială Crew Dragon de la Kennedy Space Center din Florida, prima navă spațială cu echipaj care a decolat de pe pământ american din 2011.[153][154]

### Iunie
- 1 iunie

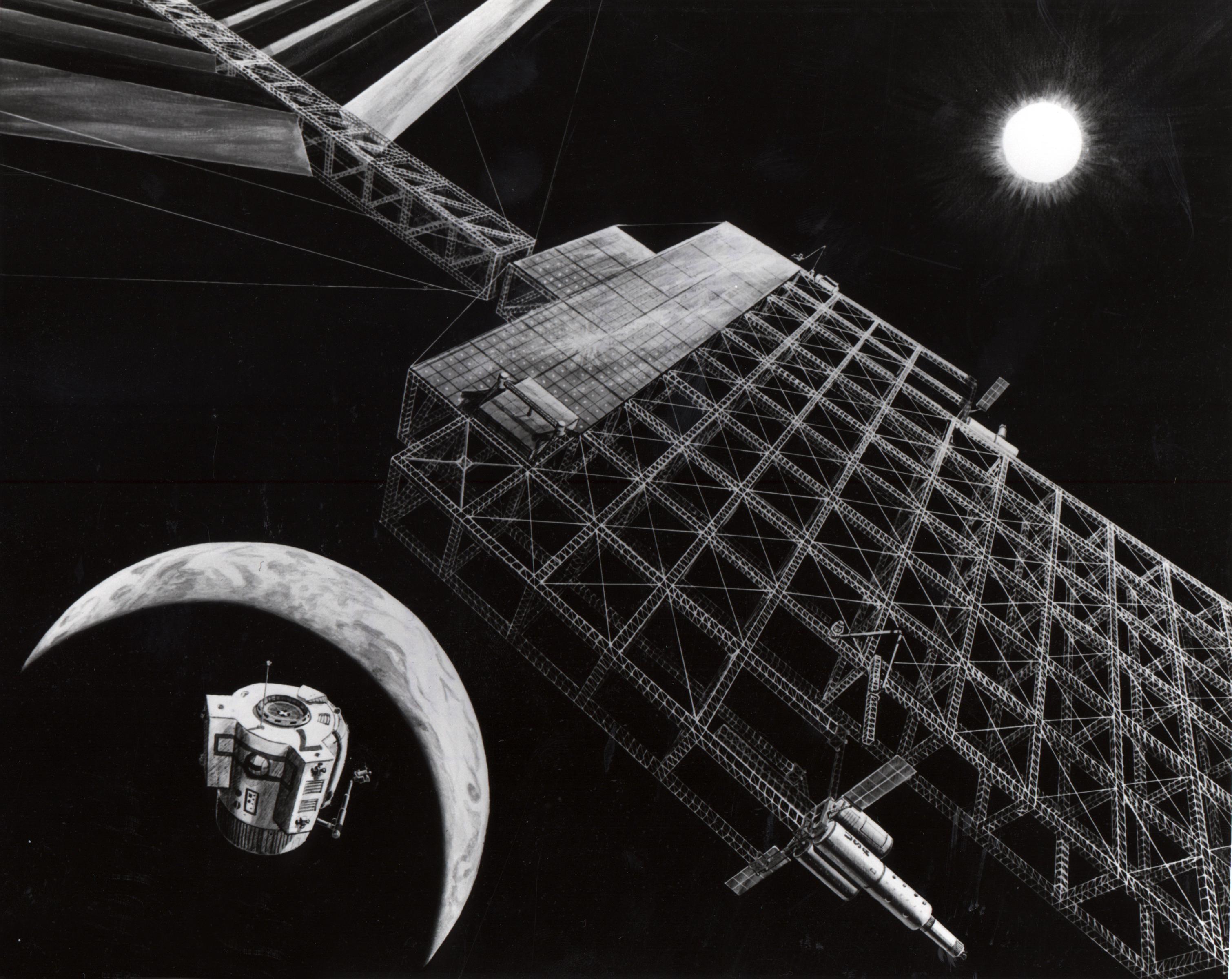
19 iunie: Este raportată prima subvenție specifică Search for Extra-Terrestrial Intelligence (SETI) pe care NASA a acordat-o în trei decenii. Este prima subvenție finanțată de NASA pentru tehnosemnături de la civilizații extraterestre avansate, altele decât undele radio, inclusiv crearea și popularea unei biblioteci online de tehnosemnături.

  - Astronomii raportează că o potențială sursă pentru Emisiile radio rapide (Fast radio burst - FRB), ar putea fi „fuziuni dintre stele compacte și magnetari care apar din colapsarea nucleului supernovelor”.[155][156]
  - Existența nucleelor de quark în stele neutronice este confirmată de cercetătorii finlandezi.[157][158][159]
  - Cercetătorii publică un studiu folosind date despre verterbratele aflate în pragul extincției și despre vertebratele care au dispărut recent, în care ajung la concluzia că o șasea extincție în masă provocată de om, cel mai probabil accelerează. Studiul accentuează „urgența extremă de a întreprinde acțiuni la nivel mondial mult extinse”.[160][161][162]
- 3 iunie 
  - Cea mai veche și cea mai mare structură din regiunea Maya, o platformă veche de 3.000 de ani cu piramidă, este descoperită cu ajutorul tehnologiei LiDAR.[163]
  - Divergența genetică mitocondrială ar putea fi utilizată pentru a prezice compatibilitatea reproductivă a descendenților hibrizi de mamifere și că oamenii anatomic moderni, Neanderthalii și Denisovanii au fost genetic mai apropiați decât urșii polari și urșii bruni (divergență de 1,6% pentru Neanderthali și oamenii anatomic moderni și 2,4% pentru urși) și, la fel ca urșii, au fost capabili să producă cu ușurință hibrizi sănătoși.[164][165]
- 12 iunie - Oamenii de știință anunță rezultate preliminare care demonstrează un tratament de succes în timpul unui test clinic al editării genelor CRISPR (CRISPR-Cas9) pentru a trata afecțiuni genetice moștenite - beta talasemia și anemia falciformă.[166][167][168][169]
- 16 iunie - Astronomii cartografiează atmosfera stelei supergigante roșii Antares în detalii inedite, folosind atât Atacama Large Millimeter/submillimeter Array (ALMA)  cât și Karl G. Jansky Very Large Array. Este cea mai detaliată hartă a unei stele, în afară de Soare.[170][171][172]
- 19 iunie - Este raportată prima subvenție specifică Search for Extra-Terrestrial Intelligence (SETI) pe care NASA a acordat-o în trei decenii. Este prima subvenție finanțată de NASA pentru tehnosemnături de la civilizații extraterestre avansate, altele decât undele radio, inclusiv crearea și popularea unei biblioteci online de tehnosemnături.[173][174][175][176]
- 22 iunie - Astronomii raportează dovezi că planeta pitică Pluto ar fi putut avea un ocean sub-suprafață și, în consecință, ar fi putut fi locuibilă atunci când s-a format.[177][178]
- 24 iunie - Organizația Meteorologică Mondială anunță noi recorduri pentru cel mai lung fulger (700 km) și „megaflash“ cu cea mai lungă durată (16,73 secunde).[179][180][181][182]

### Iulie

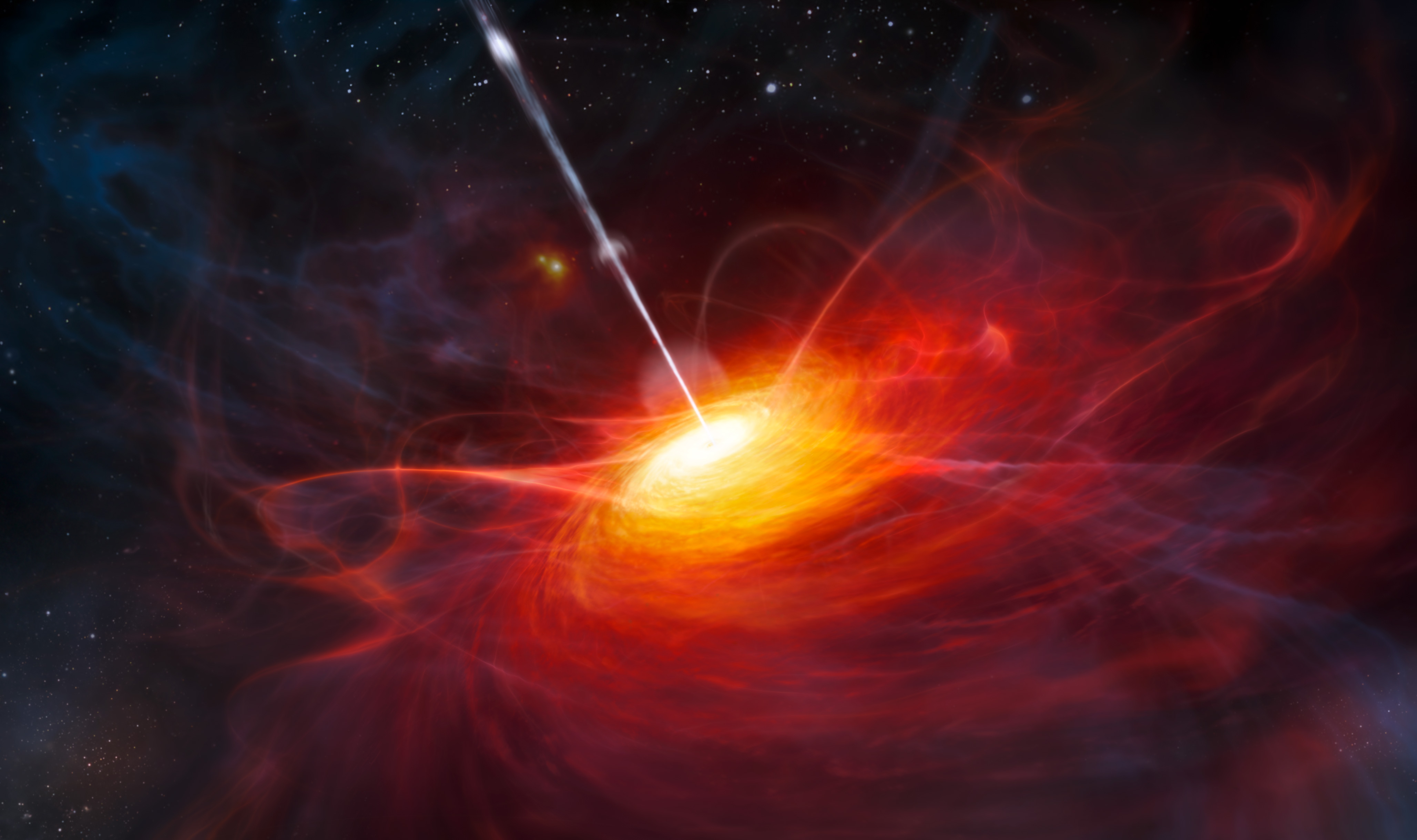
1 iulie: J2157 este identificată drept gaura neagră cu cea mai rapidă creștere din Univers.

- 1 iulie – Astronomii raportează că J2157, descoperit în 2018, este cunoscut acum ca având 34 de miliarde de mase solare și consumă echivalentul a aproape 1 masă solară în fiecare zi, ceea ce o face gaura neagră cu cea mai rapidă creștere cunoscută până acum.[183]
- 6 iulie – Astronomii raportează dovezi că elementul chimic carbon, al patrulea element chimic ca abundență (după hidrogen, heliu și oxigen) din Univers și unul dintre cele mai esențiale elemente chimice pentru formarea vieții așa cum o știm, a fost format în principal în stele pitice albe, în special cele mai mari decât două mase solare.[184][185]
- 9 iulie – Organizația Mondială a Sănătății recunoaște formal că virusul COVID-19 poate fi transmis în spații închise prin picături în aer. Persoanele aflate în spații aglomerate, cu ventilație slabă, riscă să fie infectate, în conformitate cu avizele științifice actualizate.[186][187]
- 10 iulie 
  - Astronomii anunță descoperirea unei structuri cosmice masive formată dintr-un zid uriaș de galaxii (un filament galactic) care se întinde pe cel puțin 700 de milioane de ani-lumină numită Zidul Polului Sud.[188][189][190][191]
  - Luna s-a format cu aproximativ 85 de milioane de ani mai devreme decât se credea (4,425 miliarde de ani în urmă) și a găzduit un ocean de magmă mai mult timp decât s-a crezut anterior (~200 milioane de ani).[192][193][194]
- 19 iulie 
  - Emiratele Arabe Unite au lansat cu succes sonda Hope spre Marte, marcând prima misiune interplanetară a lumii arabe. Sonda a fost lansată de la Centrul Spațial Tanegashima din Japonia și este programată să ajungă pe orbita planetei Marte în februarie 2021.[195]
  - După un studiu de 20 de ani, astrofizicienii de la Sloan Digital Sky Survey au lansat cea mai mare și mai detaliată hartă 3D de până acum a Universului, care susține teoria unei geometrii plate a Universului, confirmă faptul că diferite părți par să se extindă la viteze diferite și umple un decalaj de 11 miliarde de ani în istoria expansiunii Universului.[196][197]

- 22 iulie 

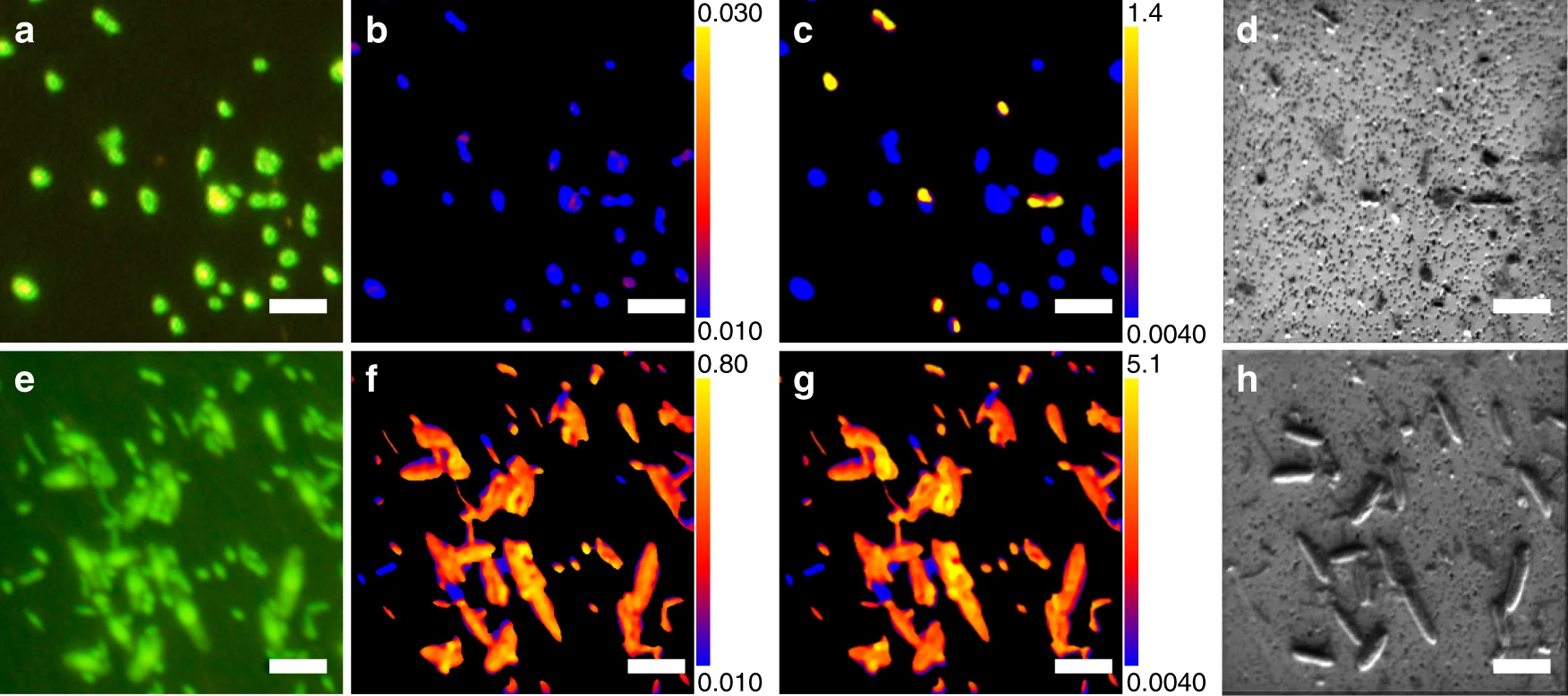
28 iulie: Biologii marini raportează că microorganisme aerobe (în principal), aflate în „animație cvasi-suspendată”, s-au găsit în sedimente sărace din punct de vedere organic, cu o vechime de până la 101,5 milioane de ani, la 76 de metri sub fundul mării din Pacificul de Sud Gyre („cel mai mortal loc din ocean”) și ar putea fi formele de viață cu cea mai lungă viață găsite vreodată.

  - Sunt date publicității primele imagini cu mai multe exoplanete care orbitează o stea asemănătoare Soarelui, denumită TYC 8998-760-1. Sistemul se află la circa 300 de ani-lumină de Terra.[199][200]
  - Arheologii raportează cele mai timpurii dovezi cunoscute despre oameni din America, datând de 33.000 de ani, o vechime aproape dublă față de estimările de până acum.[201]
  - Un studiu despre un „dinozaur cu dimensiuni de colibri” conservat în chihlimbar publicat pe 11 martie 2020 este retras după ce s-a observat o clasificare greșită a fosilei, despre care se crede că este o șopârlă în locul unui dinozaur.[202][203]
- 23 iulie – China a lansat cu succes, de la centrul spațial din Wenchang, de pe insula Hainan, prima misiune chineză de explorare fără echipaj uman a planetei Marte. Misiunea Tianwen-1 (Huoxing-1) include o navă spațială, o sondă de aterizare și un rover. Tianwen-1 a fost lansată cu o rachetă de clasă grea Long March 5⁠(en)[traduceți] (Chang Zheng 5) și este planificată să aterizeze la suprafața planetei Marte la 23 aprilie 2021. Obiectivele sale declarate sunt căutarea de dovezi ale vieții actuale și din trecut și evaluarea mediului planetei.[204][205] [206]
- 28 iulie – Biologii marini raportează că microorganisme aerobe (în principal), aflate în „animație cvasi-suspendată”, s-au găsit în sedimente sărace din punct de vedere organic, cu o vechime de până la 101,5 milioane de ani, la 76 de metri sub fundul mării din Pacificul de Sud Gyre („cel mai mortal loc din ocean”) și ar putea fi formele de viață cu cea mai lungă viață găsite vreodată.[198][207]
- 30 iulie – NASA a lansat cu succes misiunea Mars 2020, de la baza aeriană de la Cape Canaveral, pentru studierea locuibilității planetei Marte și pregătirea pentru viitoarele misiuni umane.[208]

### August

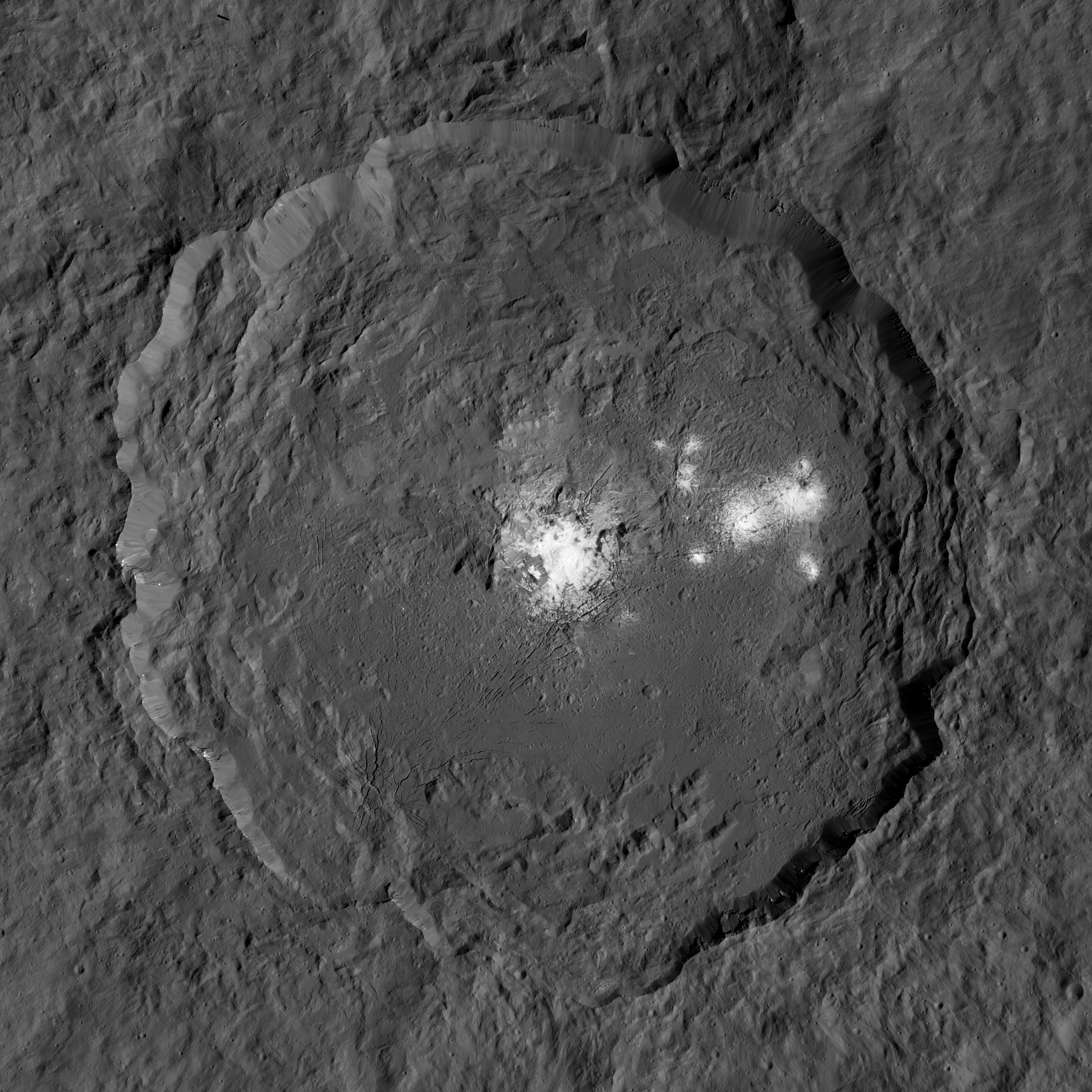
10 august:„ Punctele luminoase” din craterul Occator(foto) de pe planeta pitică Ceres sunt rezultatul unei ape sărate care se ridică la suprafață.

- 4 august – Fizicienii care lucrează la experimentele ATLAS și CMS la Large Hadron Collider  anunță noi rezultate care arată că bosonul Higgs se descompune în doi miuoni.[211]
- 5 august – Coloniile de pinguini imperiali din Antarctica sunt cu aproape 20% mai numeroase decât se credea anterior, conform noilor descoperiri făcute cu ajutorul tehnologiei de mapare prin satelit.[212][213]
- 6 august – „Canadian Ice Service” raportează că bariera de gheață Milne, ultima platformă de gheață rămasă intactă în Arhipelagul Arctic canadian, s-a prăbușit după ce a pierdut peste 40% din suprafața sa în doar două zile.[214]
- 8 august – NASA anunță că va schimba denumirile neoficiale și potențial controversate utilizate de comunitatea științifică pentru obiecte și sisteme cosmice îndepărtate, inclusiv referințe la NGC 2392 ca „Nebuloasa Eschimosul” și NGC 4567 și NGC 4568 drept „Galaxia Gemenilor Siamezi”.[215]
- 10 august – Pe baza datelor din misiunea Dawn s-a confirmat că planeta pitică Ceres este un corp bogat în apă, care conține un rezervor adânc de saramură. „Punctele luminoase” din craterul Occator sunt rezultatul unei ape sărate care se ridică la suprafață.[209][210]
- 13 august – Întunecarea neașteptată a stelei Betelgeuse este explicată de NASA ca fiind o „izbucnire traumatică”, cauzată de o cantitate imensă de material fierbinte evacuat în spațiu, care a format un nor de praf ce a blocat lumina stelară.[216][217][218]
- 16 august – A fost detectat asteroidul 2020 QG, un mic asteroid cu o lungime de trei până la șase metri din grupul asteroizilor din apropierea Terrei care a trecut la o distanță de 2.950 de kilometri de Pământ,  cel mai apropiat asteroid observat vreodată în deplasare pe lângă planeta noastră. Corpul ceresc a trecut pe deasupra Oceanului Indian cu o viteza de 12,3 km/s și a fost observat la șase ore după trecerea sa.[219]
- 17 august 
  - Astronomii raportează că obiectul interstelar ʻOumuamua (1I/2017 U1) nu este compus din hidrogen congelat, așa cum s-a propus anterior; natura compozițională a obiectului continuă să fie necunoscută.[220][221]
  - Fizicienii prezintă studii care implică interpretări ale mecanicii cuantice care sunt legate de paradoxul pisicii lui Schrödinger și paradoxul lui Wigner, rezultând concluzii care contestă ipoteze aparent stabilite despre realitate.[222][223][224]
- 26 august – Conform unui experiment derulat la bordul Stației Spațiale Internaționale bacteria Deinococcus, care este foarte rezistentă la un mediu ostil, a supraviețuit timp de trei ani în spațiul exterior, cu o expunere foarte puternică la radiații ultraviolete și cu mari variații de temperatură. Această descoperire susține noțiunea de panspermie, ipoteza că viața există în tot Universul, distribuită în diferite moduri, inclusiv praf cosmic, meteoroizi, asteroizi, comete, planetoizi sau nave spațiale contaminate.[225][226]
- 27 august – Conform unui studiu francez, Terra ar fi fost, încă de la formarea sa, bogată în apă, care ar fi existat din abundență în rocile ce au alcătuit Pământul.[227][228][229]
- 28 august – Elon Musk dezvăluie un model al prototipului cip de interfață creier-calculator, implantat la porci, la care a lucrat compania sa, Neuralink.[230][231]
- 31 august – Câinii cântăreți din Noua Guinee, cunoscuți pentru vocalizarea lor caracteristică, despre care se credea că mai există doar în captivitate, în urma analizării probelor de sânge ale exemplarelor găsite în zonele înalte din Noua Guinee, s-a dovedit că n-a devenit extinct în sălbăticie. [232][233][234]

### Septembrie

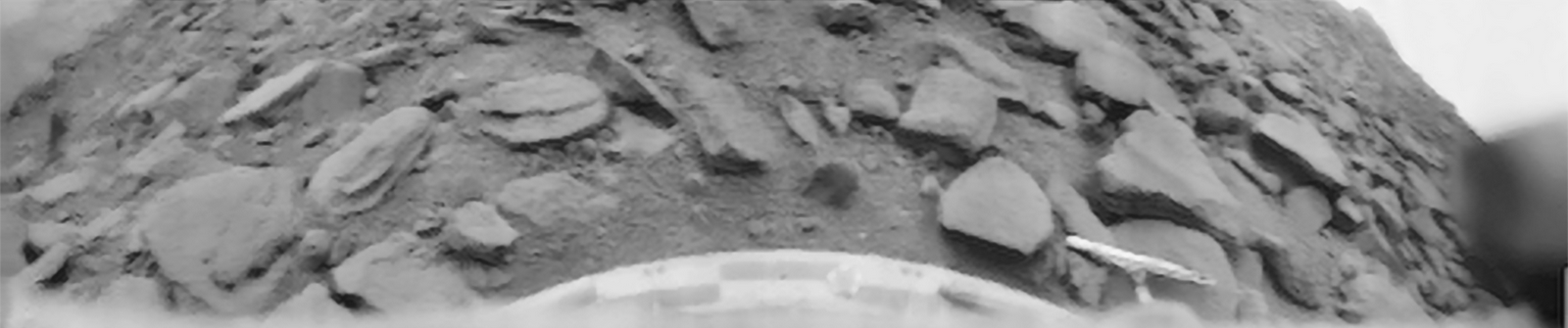
14 septembrie: Oamenii de știință anunță detectarea în atmosfera planetei Venus a fosfinei, care este cunoscut a fi un predictor puternic pentru prezența vieții microbiene. (Imaginea prezintă prima fotografie (1975) trimisă de pe suprafața altei planete (Venus).

18 septembrie: Astronomii raportează dovezi alei unei exoplanete situată în Galaxia Whirlpool.

- 1 septembrie – Universitatea din Tokyo  raportează o nouă metodă de spectroscopie în infraroșu capabilă de 80 de milioane de spectre pe secundă, de aproape 100 de ori mai rapidă decât tehnicile anterioare.[237]
- 2 septembrie
  - Este confirmată cea mai mare fuziune cunoscută a găurilor negre, detectată în mai 2019, care oferă, de asemenea, prima dovadă clară a unei găuri negre cu masă intermediară. Obiectul rezultat, care produce o undă gravitațională numită GW190521, este estimat la 142 de mase solare. [238]
  - Cercetători din China demonstrează modul în care poluarea microplastică contaminează solul și dăunează abundenței speciilor obișnuite, cum ar fi microartropodele și nematodele, precum și perturbarea ciclului de carbon și a nutrienților.[239]
- 8 septembrie – Oamenii de știință din nordul Indiei descoperă un dinte molar fosil al unei noi specii extincte și cel mai vechi strămoș cunoscut al gibonilor, numit Kapi ramnagarensis, care a trăit acum aproximativ 13 milioane de ani.[240][241]
- 14 septembrie – Royal Astronomical Society anunță detectarea în atmosfera planetei Venus a fosfinei, despre care se știe că este un predictor puternic al prezenței vieții microbiene.[242][235][243][244] Cercetătorii sugerează că gazul ar fi putut rezulta din procese chimice abiotice, atmosferice sau geologice inexplicabile până în prezent sau ar putea constitui o biosemnătură.[235]

- 16 septembrie – Astronomii raportează descoperirea, pentru prima dată, a unei planete masive, de dimensiunea lui Jupiter, numită WD 1856 b, orbitând îndeaproape, la fiecare 36 de ore, o mică stea pitică albă, numită WD 1856+534, rămășița unei stele anterioare mult mai mari, asemănătoare Soarelui.[245][246]
- 18 septembrie – Astronomii raportează dovezi, pentru prima dată, a unei exoplanete, M51-ULS-1b, situate în afara galaxiei Calea Lactee. Exoplaneta a fost detectată prin eclipsarea unei surse luminoase de raze X în galaxia Whirlpool (M51a).[247][248]
- 21 septembrie – Se prezintă dovezi ale existenței apei în stare solidă în mediul interstelar și, în special, a gheții amestecate cu granule de silicat în boabele de praf cosmic. [249]
- 23 septembrie – Oamenii de știință raportează descoperirea Gnathomortis stadtmani, o șopârlă foarte mare care a trăit în urmă cu aproximativ 80 de milioane de ani.[250]
- 28 septembrie – Oamenii de știință confirmă existența mai multor lacuri mari de apă sărată situate sub gheață în regiunea polară sudică a planetei Marte. Potrivit unuia dintre cercetători, dacă aceste lacuri „sunt rămășițele unui corp mare de apă aflat cândva la suprafața planetei, cu siguranță că ar fi reprezentat un excelent habitat pentru viață, fie ea dispărută sau încă prezentă pe Marte”.[251][252]
- 29 septembrie – Astronomii raportează detectarea, pentru prima dată prin tehnici de microlentile, a unei planete interstelare cu masă de aproximativ masa terestră, nelegată gravitațional de nici o stea și plutitoare liberă în galaxia Calea Lactee.[253][254]
- 30 septembrie – Oamenii de știință reafirmă că prima fosilă de pene găsită la un dinozaur, veche de aproximativ 150 de milioane de ani și descoperită în 1861, aparținea lui  Archaeopteryx lithographica.[255][256]

### Octombrie

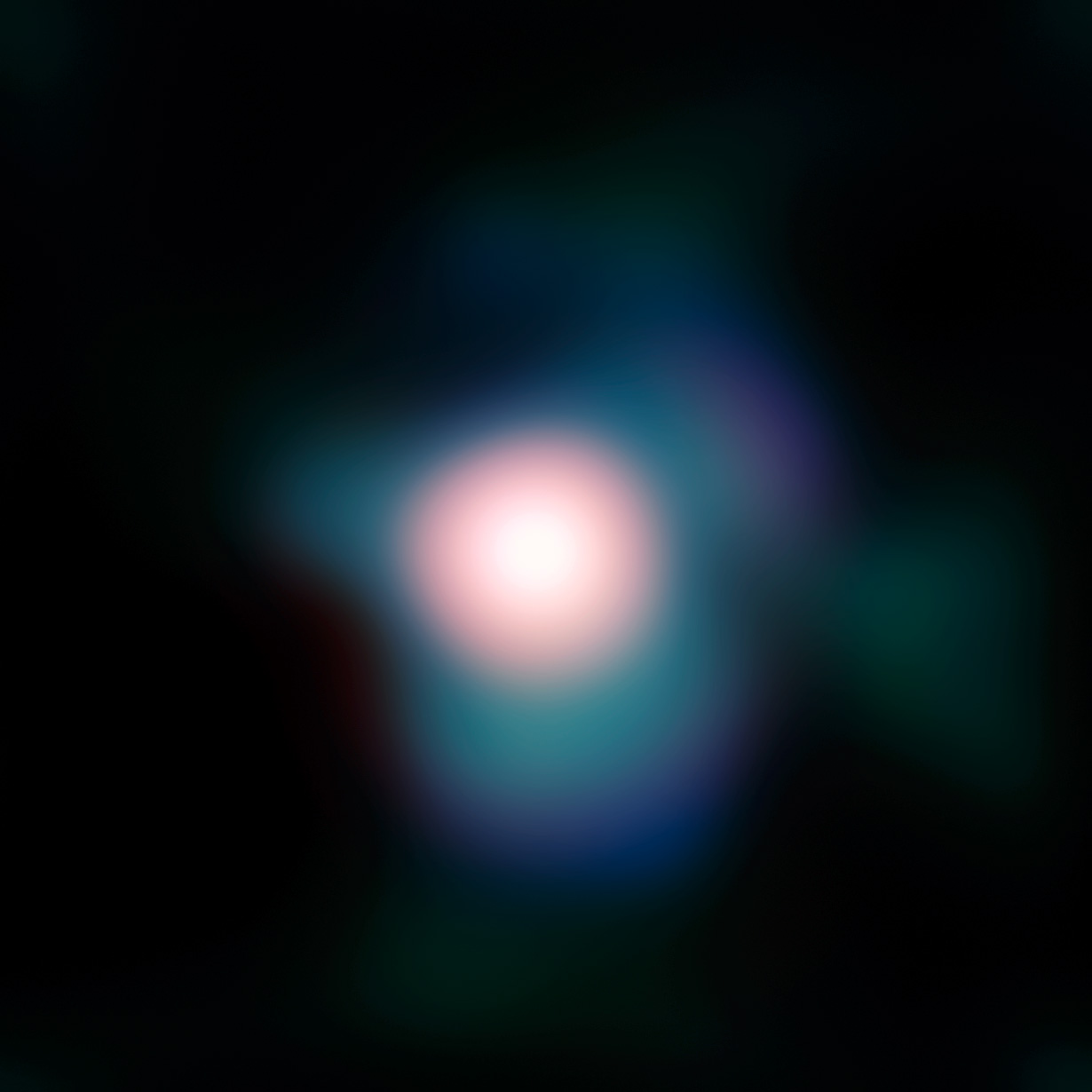
13 octombrie: Betelgeuse se dovedește a fi cu 25% mai mică și mai aproape decât se credea anterior.

- 1 octombrie – Este demonstrat un nou bolometru pe bază de grafen cu o sensibilitate de 100.000 de ori mai mare decât instrumentele anterioare.[257]
- 13 octombrie – Supergiganta roșie Betelgeuse se dovedește a fi la 530 de ani-lumină distanță, cu aproximativ 25% mai aproape decât se credea anterior. În plus, dimensiunea sa estimată este revizuită în jos, de la axa semi-majoră a lui Jupiter până la aproximativ două treimi din acest diametru.[258][259]
- 14 octombrie – Cercetători de la Universitatea din Rochester au demonstrat primul supraconductor de înaltă presiune capabil să funcționeze la la temperatura camerei de 15 °C. Deși necesită 260 GPa (2,6 milioane de ori presiunea atmosferică), acest nou compus de hidrogen, carbon și sulf este o îmbunătățire cu 35 °C față de recordul anterior deținut de Institutul Max Planck din Germania.[260][261][262]
- 20 octombrie – Sonda spațială OSIRIS-REx a NASA atinge pentru scurt timp asteroidul Bennu, devenind prima sondă a agenției care preia eșantioane de pe un asteroid, iar încărcătura sa va fi returnată pe Pământ în 2023.[263][264]
- 26 octombrie – Astronomii raportează detectarea apei moleculare pe suprafața luminată de Soare a Lunii de către mai multe nave spațiale independente, inclusiv Observatorul Stratosferic pentru Astronomia Infraroșie (SOFIA).[265][266][267][268]
- 28 octombrie – Oamenii de știință raportează că au descoperit un recif de corali de 500 m înălțime, situat la vârful nordic al Marii Bariere de Corali din Australia, prima descoperire de acest gen din ultimii 120 de ani.[269]

### Noiembrie
- 4 noiembrie
  - Astronomii stabilesc că magnetarii sunt o sursă principală de emisii radio rapide.[270][271][272]
  - Conform unui studiu publicat în Science Advances femeile preistorice participau la vânătoare, inclusiv la vânătoare de animale mari. S-a descoperit un corp de femeie, îngropat alături de instrumente de vânătoare, în America, acum aproximativ 9.000 de ani. Autorii studiului au descoperit, de asemenea, că din cele 27 de schelete asociate cu instrumente de vânătoare de animale mari găsite în 18 situri, și pentru care s-a putut determina sexul, 11 dintre acestea (41%) au fost identificate ca fiind femei.[273]

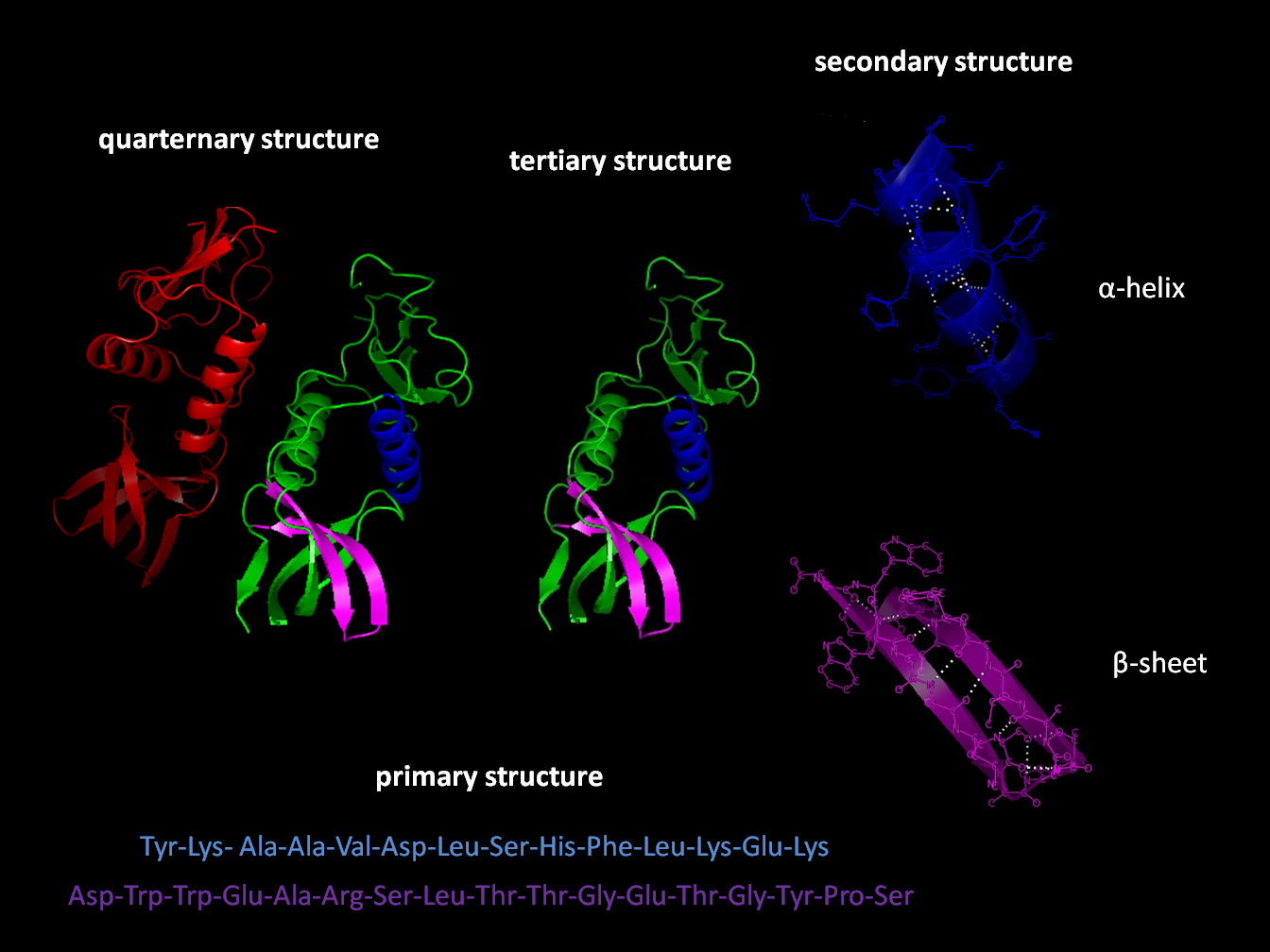
30 noiembrie: Misterul de 50 de ani al plierii proteinelor este rezolvat de inteligență artificială.

- 7 noiembrie – China a lansat cu succes primul satelit 6G din lume pentru a testa noua tehnologie.[274]
- 9 noiembrie – Grupul farmaceutic american Pfizer și compania germană BioNTech anunță că vaccinul lor experimental are o eficiență de peste 90% în prevenirea COVID-19, conform datelor unui studiu de fază 3.[275]
- 11 noiembrie – Astronomii raportează dovezi găsite recent pentru activitatea vulcanică, în urmă cu 53.000 de ani, pe planeta Marte. O astfel de activitate ar fi putut asigura mediul, din punct de vedere energetic și chimic, necesar pentru susținerea formelor de viață.[276][277]
- 16 noiembrie – Se anunță rezultatele studiilor de fază III ale vaccinului ARNm Moderna, compania susținând o reducere de 94,5% a cazurilor de COVID-19 pe baza rezultatelor intermediare, inclusiv a bolilor severe. Vaccinul este mai ușor de distribuit decât BNT162b2, deoarece nu este necesară depozitarea ultra-rece.[278]
- 18 noiembrie – Cercetătorii de la Universitatea din Tel Aviv utilizează pentruprima dată CRISPR/Cas9 pentru a trata cancerul eficient la un animal viu.[279]
- 21 noiembrie – Sentinel-6 Michael Freilich este lansat pe orbită, pentru a monitoriza nivelul mării mai detaliat ca niciodată. Rezoluția satelitului va permite măsurarea adâncimilor apei mai aproape de țărm, care a fost mult timp o zonă de incertitudine.[280]
- 23 noiembrie – Sunt publicate rezultatele preliminare ale testului pentru vaccinul AstraZeneca AZD1222, dezvoltat în colaborare cu Universitatea Oxford. Compania susține o eficiență de 70% în studiul general și 90% într-un subșantion în care prima doză a fost redusă accidental.[281][282]
- 24 noiembrie – Oamenii de știință raportează că Sahelanthropus tchadensis, presupus a fi un hominin timpuriu, n-a fost un hominin.[283][284]
- 25 noiembrie – Experimentul Borexino detectează neutrini solari produși de ciclul carbon-azot-oxigen.[285]
- 29 noiembrie – O echipă internațională de oameni de știință raportează studii care sugerează că atmosfera primordială a Pământului timpuriu era mult diferită de condițiile utilizate în studiile Miller-Urey cu privire la originea vieții pe Pământ.[286]
- 30 noiembrie – Plierea proteinelor, unul dintre cele mai mari mistere din biologie,[287] este rezolvată de compania de inteligență artificială DeepMind.[288][289]

### Decembrie

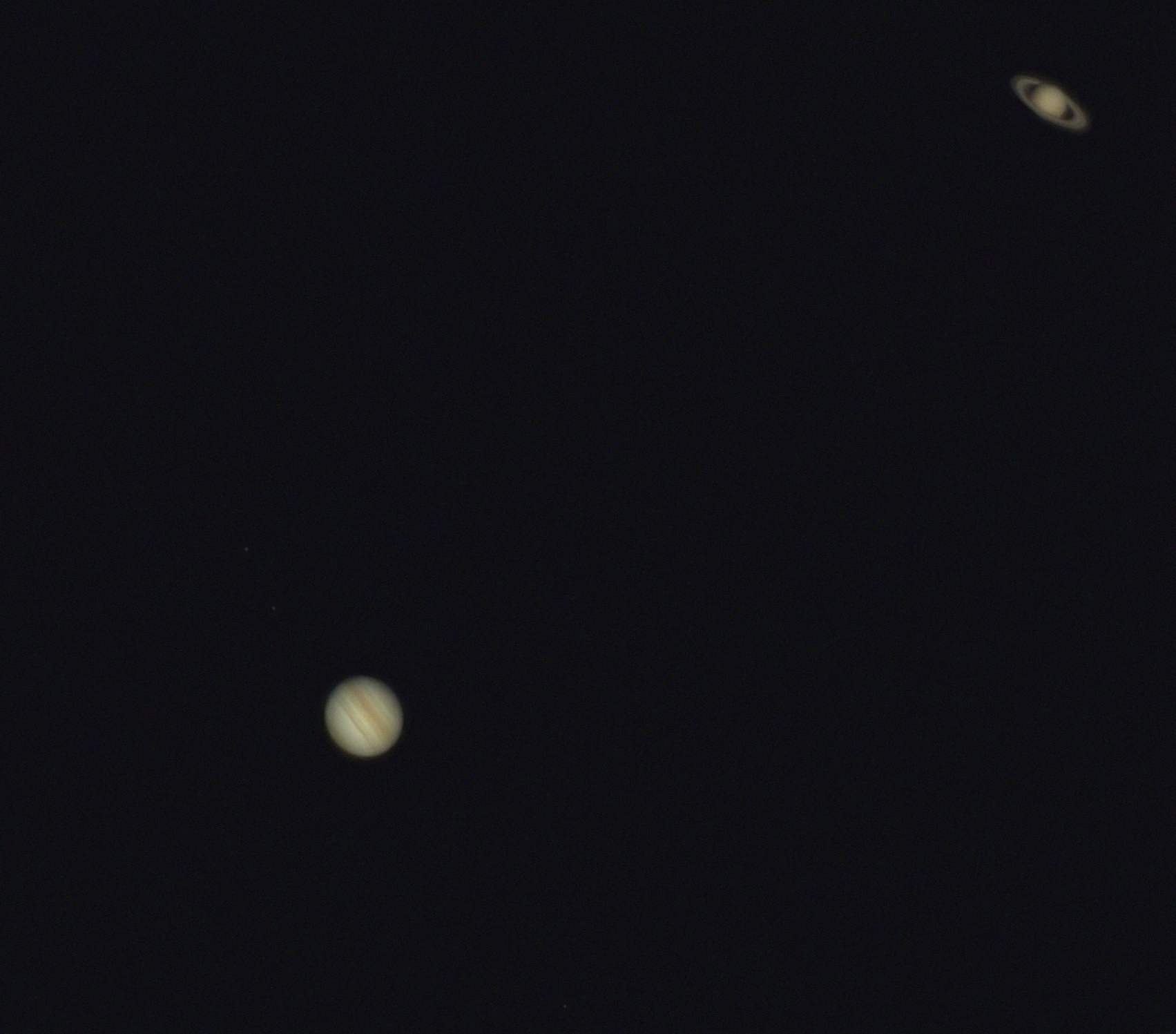
21 decembrie - Jupiter și Saturn intră într-un arc de 6' (numit Marea conjuncție), oferind o vedere telescopică rară, foarte apropiată a celor două planete. Deoarece cele două au o dimensiune aparentă mai mică de un minut de arc, ocultațiile sunt extrem de rare: aceasta este cea mai mare apropiere din 1623 și următoarea ocultare se va întâmpla în anul 7541.

- 1 decembrie – Este publicat al doilea studiu (primul în octombrie) care contrazic studiul din septembrie conform căruia a fost detectată fosfina în atmosfera planetei Venus, gaz care este legat în mod direct de activitatea microbiană sau umană de pe Pământ.[292]
- 2 decembrie 
  - Organizația Meteorologică Mondială raportează că anul 2020 este probabil printre cei mai calzi ani înregistrați la nivel global, cu 1,2 °C peste nivelul pre-industrial. Cei zece ani din perioada 2011-2020 sunt, de asemenea, raportați ca fiind cel mai cald deceniu înregistrat.[293]
  - În Pădurea Amazoniană a fost descoperită o friză spectaculoasă care înfățișează oameni alături de animale din timpul ultimei epoci de gheață. Picturile rupestre realizate probabil cu aproximativ 11.800-12.600 de ani în urmă, arată cum cei mai vechi locuitori umani din zonă ar fi coexistat cu megafauna din epoca de gheață, cu imagini ce par a fi: leneși uriași, mastodonți, camelide și cai.[294]
- 3 decembrie – Cercetătorii chinezi susțin că au obținut supremația cuantică, folosind un sistem de 76 qubiți cunoscut sub numele de Jiuzhang, care a efectuat calcule cu o viteză de 100 trilioane de ori mai mare față de supercomputerele  clasice.[295][296]
- 16 decembrie – Astronomii anunță detectarea pentru prima dată a unor emisii radio de la o planetă dincolo de sistemul nostru solar. Potrivit cercetătorilor: „Semnalul provine din sistemul Tau Boötes, care conține o stea binară și o exoplanetă. Noi considerăm că este vorba de o emisie produsă chiar de planetă.”[297][298]
- 18 decembrie – Astronomii raportează că a fost detectat un semnal radio de la Proxima Centauri.[299]
- 21 decembrie – Jupiter și Saturn intră într-un arc de 6' (numit Marea conjuncție), oferind o vedere telescopică rară foarte apropiată a celor două planete.[290] Deoarece cele două au o dimensiune aparentă mai mică de un minut de arc, ocultațiile sunt extrem de rare: aceasta este cea mai mare apropiere din 1623 și următoarea ocultare se va întâmpla în anul 7541.[291]
- 22 decembrie
  - Peste 109.000 de noi cratere sunt descoperite în regiunile cu latitudine mică și medie a Lunii folosind inteligența artificială.[300]
  - Un nou mineral, de culoare verde închis și denumit kernowit, este descoperit în Cornwall, sud-vestul Angliei.[301]